# Geetanjali Shree
Geetanjali Shree (em hindi:  गीतांजलि श्री; nascida em 12 de junho de 1957), também conhecida como Geetanjali Pandey, é uma romancista e escritora de contos indiana em língua hindi, que vive em Nova Delhi, capital da Índia. É autora de vários contos e de cinco romances. Seu romance de 2000, Mai, foi selecionado para o Crossword Book Award em 2001, e sua tradução para o inglês por Nita Kumar foi publicada pela Niyogi Books, em 2017. Em 2022, seu romance Ret Samadhi (2018), traduzido para o inglês como Tomb of Sand por Daisy Rockwell, ganhou o International Booker Prize. Além da ficção, ela escreveu trabalhos críticos sobre Munshi Premchand, um dos escritores mais famosos do subcontinente indiano por sua literatura moderna Hindu.

## Infância e educação
Geetanjali Shree nasceu na cidade de Mainpuri, no estado de Uttar Pradesh, na Índia, em 12 de junho de 1957. Como seu pai, Anirudh Pandey, era funcionário público, sua família morou em várias cidades de Uttar Pradesh. Geetanjali Shree diz que foi essa criação em Uttar Pradesh, com a falta de livros infantis em inglês, que deu a ela uma conexão rica com o hindi. Seus ancestrais são do distrito de Ghazipur, da vila de Gondaur.
Na universidade, ela estudou história. Ela completou um bacharelado no Lady Shri Ram College, e um mestrado na Jawaharlal Nehru University em Nova Delhi. Após iniciar seu trabalho de doutorado na Universidade Maharaja Sayajirao de Baroda sobre o escritor hindi Munshi Premchand, Geetanjali Shree ficou mais interessada na literatura hindi. Ela escreveu seu primeiro conto durante seu doutorado, e se tornou oficialmente escritora após a formatura.

## Trabalhos
Seu primeiro conto, "Bel Patra" (1987), foi publicado na revista literária Hans e foi seguido por uma coleção de contos Anugoonj (1991).
A tradução para o inglês de seu romance Mai a catapultou para a fama. O romance é sobre três gerações de mulheres e os homens ao seu redor, em uma família de classe média do norte da Índia. Mai foi traduzido para vários idiomas, incluindo sérvio e coreano. Também foi traduzido para o inglês por Nita Kumar, que recebeu o Prêmio de Tradução Sahitya Akademi, e para o urdu por Bashir Unwan com prefácio de Intizar Hussain. Outras traduções do romance incluem francês por Annie Montaut, e alemão por Reinhold Schein.
O segundo romance de Geetanjali Shree, Hamara Shahar Us Baras, é ambientado vagamente após os incidentes da demolição de Babri Masjid.
Seu quarto romance, Khālī jagah (2006), foi traduzido para o inglês (por Nivedita Menon como The Empty Space), francês (por Nicola Pozza como Une place vide), e alemão (por Georg Lechner e Nivedita Menon como Im leeren Raum).
Seu quinto romance, Ret Samadhi (2018), foi elogiado por Alka Saraogi por "sua imaginação arrebatadora e poder absoluto da linguagem, sem precedentes e desinibido". Foi traduzido para o inglês (por Daisy Rockwell como Tomb of Sand) e para o francês (por Annie Montaut como Au-delà de la frontière). Em 26 de maio de 2022, Tomb of Sand ganhou o International Booker Prize, tornando-se o primeiro livro em hindi e o primeiro de um escritor indiano a receber o prêmio.

## Publicações acadêmicas
- Entre dois mundos: uma biografia intelectual de Premchand.[22]
- "Premchand and Industrialism: A Study in Attitudinal Ambivalence", The Indian Economic and Social History Review, XIX(2), 1982.[23]
- "Premchand and the Peasantry: Constained Radicalism", Economic and Political Weekly, XVIII(26), 25 de junho de 1983.[24]
- "A Intelligentsia do Norte da Índia e a Questão Hindu-Muçulmana".[25]

## Outras atividades
Geetanjali Shree também participa de teatro e trabalha com Vivadi, um grupo de teatro composto por escritores, artistas, dançarinos e pintores.

## Prêmios e honras
Geetanjali Shree recebeu o prêmio Indu Sharma Katha Samman, e foi membro do Ministério da Cultura, Índia e Fundação do Japão.
Em 2022, Tomb of Sand se tornou o primeiro romance em língua hindi indicado para o International Booker Prize, e posteriormente ganhou o prêmio.
Em dezembro de 2022, Geetanjali Shree foi nomeada na lista das 100 mulheres da BBC como uma das mulheres inspiradoras e influentes do ano no mundo.